# Puntate di Top Gear Italia
Questa pagina contiene la lista delle puntate del programma televisivo Top Gear Italia, trasmesse da Sky sul canale Sky Uno dal 22 marzo 2016. Lo show è presentato da Joe Bastianich, Guido Meda, Davide Valsecchi e The Stig.

## Panoramica puntate
| Serie | Serie | Puntate | Prima TV Italia   | Prima TV Italia    | Spettatori prima TV Italia (in milioni) |
| Serie | Serie | Puntate | Prima di stagione | Finale di stagione | Spettatori prima TV Italia (in milioni) |
| ----- | ----- | ------- | ----------------- | ------------------ | --------------------------------------- |
|       | 1     | 6       | 22 marzo 2016     | 26 aprile 2016     | 2,53                                    |

## Puntate

### Prima serie
| Numero puntata | Recensioni                      | Sfide/Titolo puntata | Ospite/i                            | Prima TV Italia | Spettatori prima TV Italia |
| -------------- | ------------------------------- | --- | ----------------------------------- | --------------- | -------------------------- |
| 1              | /                               | 1. Joe viene iniziato su una auto da rally 2. Gara con supercar tra le attrazioni di Gardaland (Ferrari 458 Speciale, McLaren 650S e Nissan GT-R) 3. Guido testa la resistenza della Fiat Panda 4×4                 | Cristiana Capotondi                 | 22 marzo 2016   | 723.000                    |
| 2              | BMW i8                          | Gara tra le strade di Roma (Colnago V1R, Rolls-Royce Phantom Drophead Coupé e Gibbs Quadski) | Max Gazzè                           | 29 marzo 2016   | 443.000                    |
| 3              | /                               | 1. Demolition Derby (Ford Focus, Alfa Romeo 166 e BMW Serie 3) 2. Joe guida la Ferrari 365 GT 2+2 3. Guido e Joe confrontano sulle Dolomiti Bellunesi la Mercedes A 45 AMG e l'Audi RS3 Sportback                   | Alessandro Roja • Alessandro Borghi | 5 aprile 2016   | 428.197                    |
| 4              | /                               | 1. Guido guida la Porsche 911 GT3 RS e gioca a nascondino contro Stig al volante della Lamborghini Huracán 2. Sfida fra Papamobili (Renault Espace, Renault Twingo e Tata Pick Up) 3. Davide guida la Mostro Zagato | Claudio Bisio                       | 12 aprile 2016  | 302.929                    |
| 5              | Audi TTS • Alfa Romeo 4C Spider | Sfida fra utilitarie sportive anni 80 (Renault Supercinque Gt Turbo, Volkswagen Golf GTI Mark II e Peugeot 205 GTI)                                                                                                 | Ciro Priello • Simone Ruzzo         | 19 aprile 2016  | 333.085                    |
| 6              | Pagani Huayra                   | Davide viene abbandonato nel deserto marocchino per testare un localizzatore GPS. Guido e Joe vanno a salvarlo a bordo della Land Rover Defender Adventure e della Mercedes G350.                                   | Cesare Cremonini                    | 26 aprile 2016  | 306.337                    |
| Speciale       | -                               | - | Andrea Bocelli                      | 27 giugno 2017  |                            |